# جوش لاي
جوش لاي (بالإنجليزية: Josh Lay)‏ هو لاعب كرة قدم أمريكية أمريكي، ولد في 8 سبتمبر 1982 في أليكويبا في الولايات المتحدة.